# Norwood (Missouri)
Norwood és una població dels Estats Units a l'estat de Missouri. Segons el cens del 2000 tenia 552 habitants.

## Demografia
Segons el cens del 2000, Norwood tenia 552 habitants, 209 habitatges, i 145 famílies. La densitat de població era de 134 habitants per km².
Dels 209 habitatges en un 38,3% hi vivien nens de menys de 18 anys, en un 53,6% hi vivien parelles casades, en un 11% dones solteres, i en un 30,6% no eren unitats familiars. En el 27,3% dels habitatges hi vivien persones soles el 12,4% de les quals corresponia a persones de 65 anys o més que vivien soles. El nombre mitjà de persones vivint en cada habitatge era de 2,64 i el nombre mitjà de persones que vivien en cada família era de 3,21.
Per edats la població es repartia de la següent manera: un 30,6% tenia menys de 18 anys, un 11,8% entre 18 i 24, un 25,7% entre 25 i 44, un 18,3% de 45 a 60 i un 13,6% 65 anys o més.
L'edat mediana era de 32 anys. Per cada 100 dones de 18 o més anys hi havia 85,9 homes.
La renda mediana per habitatge era de 22.614 $ i la renda mediana per família de 27.500 $. Els homes tenien una renda mediana de 26.250 $ mentre que les dones 24.500 $. La renda per capita de la població era de 9.670 $. Entorn del 21,3% de les famílies i el 29,5% de la població estaven per davall del llindar de pobresa.

## Poblacions més properes
El següent diagrama mostra les poblacions més properes.